# Zelindopsis ugandana
Zelindopsis ugandana là một loài ruồi trong họ Tachinidae.